# Шандор Радо (психоаналитик)
Вижте пояснителната страница за други личности с името Шандор Радо.
Шандор Радо (на унгарски: Radó Sándor) е унгарски психоаналитик и преподавател в областта на психиатрията, ученик на Шандор Ференци в Будапеща.

## Биография

### Години в Европа
Роден е на 8 януари 1890 година в Кисвардар, Австро-Унгария. Получава своята докторска степен в областта на политическите науки в Букурещския университет. През 1910 чете памфлет за Фройд и психоанализа от Шандор Ференци, и тази нова концепция плюс неговото неудовлетворение от социалните науки, го довеждат до медицинското училище. Там той се присъединява към учебната група на Шандор Ференци, която през 1913 се преобразува като Унгарско психоаналитично общество. Радо завършва медицина през 1915 и специализира психиатрия през 1923, като по това време е поканен да стане член на факултета на новосформирания Берлински институт по психоанализа (1923 – 1931). Радо психоанализира Вилхелм Райх, Хайнц Хартман и Ото Фенихел. Межувременно през 1922 г. започва психоанализа с Карл Абрахам.

### Години в САЩ
От 1931 г. по предложение на Ейбрахам Брил, се премества в САЩ, където става един от новите преподаватели и директор по обучението в новосформирания Психоаналитичен институт в Ню Йорк, който е създаден по модел на берлинския. През 1941 е отстранен от института поради идеологически разногласия. Същата година заедно с колеги (Абрам Кардинер и други) установява основния институт на Американската психоаналитична асоциация.
През 1944 г. става клиничен професор по психиатрия в Колумбийския университет и директор и съосновател на Департамента по психиатрия към Медицинския и хирургически колеж към Колумбийския университет. Основава Колумбийската клиника по психоанализа, функционираща и днес. През това време психоанализира композитора Ленард Бърнстейн, педиатъра Бенджамин Спок (известен на български със своите книги за бебета и деца) и американската авторка и критичка Мари Маккарти. През 1944 – 1945 г. работи като директор на психоаналитична клиника.
Той е съосновател и президент на Американската академия на психоанализата. Аналитик е на Хайман Спотниц.

### Радо и Фройд
Поддържа кореспонденция с Фройд, от когото има запазени 36 писма до Радо. Фройд посочва Радо за редактор на Internationale Zeitschrift fur psychoanalyse на мястото на Ото Ранк и Радо е също така редактор отново на фройдовото Imago. През 1926 е редактор на юбилейните, по случай 70-годишнината на Фройд, 2 тома сборници от текстове (есета). Разногласията на Радо с Ана Фройд вероятно се дължат на факта, че тя не одобрява негов поменателен текст за Ференци. Всъщност това отразява фактът, че Ференци в някакъв момент се превръща в много спорна точка по отношение на либерализма и психоанализата. Въпреки това Радо всяко лято посещава Европа и по-специално Фройд до 1935, когато настъпва истинската криза в техните взаимоотношения. Радо спомага сериозно за бягството на мнозина европейски аналитици в САЩ през войната и застава в опозиция на Фройд, който се опитва да създаде международен психоаналитичен институт във Виена по време на управлението на Хитлер.

#### Роля на психоаналитик дисидент
Радо често е нареждан заедно с други като Юнг, Адлер и т.н., като дисидент на психоанализата, предател на каузата, „психоаналитичен еретик“, като „отдалечил се“ от психоанализата, защото в даден момент започва да се увлича предимно в университетската медицина, странейки от традициите в психоанализата.
Умира на 14 май 1972 година в Ню Йорк на 82-годишна възраст.

## Психоаналитична теория
Радо е аналитик, също като Мелани Клайн, но за разлика от нея не успява да даде „вдъхновение“ за свои последователи теоретици, като по-скоро е известен на малцина практикуващи, но не и на широката публика. Все пак той оказва дълбоко влияние прокарвайки психоанализата в университетите.
Късният Радо употребява сложна терминология, с която се опитва да замени понятията в традиционната психоанализа.
Радо отхвърля теорията на Фройд за вродената бисексуалност (в едно с нагоните) и теоретизира хомосексуалността като невротична адаптация и по тази причина се смята за подчертано консервативен психоаналитик.

## Анотирана библиография
Статии
- „Проблемът за меланхолията“ (1928)
- „Страх от кастрация при жените“ (1933), (Fear of castration in women). Идеите на това есе са за пръв път представени през 1931, в него Радо не се интересува от ранните вагинални усещания, но поставя акцент върху момента на реализиране на пениса от момичетата и трите фази: искането „искам го“, фантазията „имам го“, осъзнаването „нямам го“ и като следствие травматичното „парализиране на чувствата“ и дори „вагинален мазохизм“. [4]
- ((en)) „Критически анализ на концепцията за бисексуалността“ (1940) Онлайн на английски – A Critical Examination of the Concept of Bisexuality. Радо се опитва да спекулира по отношение на бисексуалността, базирайки своите размишления върху Пирът на Платон, където са обяснени хетеросексуалността и хомосексуалността през идеята за търсещите се и желаещи се половини на предишно едно (виж История на хомосексуалността в Европа), като Радо използва митът само в неговата половина за формирането на хетеросексуалността.